# Нортгејт (Охајо)
Нортгејт (енгл. Northgate) насељено је место без административног статуса у америчкој савезној држави Охајо.

## Демографија
По попису из 2010. године број становника је 7.377, што је 639 (-8,0%) становника мање него 2000. године.
| Група             | 2000.         | 2010.         |
| Белци             | 6.857 (85,5%) | 5.774 (78,3%) |
| Афроамериканци    | 831 (10,4%)   | 1.230 (16,7%) |
| Азијати           | 105 (1,3%)    | 101 (1,4%)    |
| Хиспаноамериканци | 115 (1,4%)    | 97 (1,3%)     |
| Укупно            | 8.016         | 7.377         |